# 補角

一对邻补角

互为補角，或簡稱互補角（英語：supplementary angles），是幾何中两个角之间的一种关系。称角{\displaystyle A}和角{\displaystyle B}互補，当且仅当这两个角的度数之和等于180度，即为一个平角。
公式為：{\displaystyle \angle A+\angle B=180^{\circ }}。
若两个角有一条公共边以及共同的顶点，那么这两个角被称作一对邻补角，也可以将其中的一个角称为另一个角的邻补角。邻补角是一种特殊的互补角。邻补角的两条非公共边构成一条直线。

## 性质
- 两条平行的直线被第三条直线所截，其同旁内角互为补角。
- 圆内接四边形的两对对角都是互为补角。
- 三角形的一个内角以及对应的外角为邻补角。
- 一个角A的邻补角有两个，只要将A的两条边中任意一条边反向延长就可得到。
- 正四面體的二面角和正八面體的二面角互補。

## 參见
- 余角